# Ian Waltz
Ian Waltz (Post Falls, 15 aprile 1977) è un ex discobolo statunitense, con un primato personale di 68,91 m.

## Palmarès
| Anno | Manifestazione    | Sede     | Evento           | Risultato | Misura  | Note |
| ---- | ----------------- | -------- | ---------------- | --------- | ------- | ---- |
| 1996 | Mondiali juniores | Sydney   | Getto del peso   | 6º        | 17,31 m |      |
| 1996 | Mondiali juniores | Sydney   | Lancio del disco | 5º        | 53,16 m |      |
| 2004 | Olimpiadi         | Atene    | Lancio de disco  | 21º       | 58,97 m |      |
| 2005 | Mondiali          | Helsinki | Lancio de disco  | 5º        | 64,27 m |      |
| 2007 | Mondiali          | Osaka    | Lancio de disco  | 13º (q)   | 62,67 m |      |
| 2008 | Olimpiadi         | Pechino  | Lancio del disco | 25º       | 60,02 m |      |
| 2009 | Mondiali          | Berlino  | Lancio del disco | 14º (q)   | 62,04 m |      |